# Basuto
Basuto, Basutoland – od XIX wieku do roku 1966 terytorium zależne w Afryce południowej, protektorat brytyjski (powierzchnia: ~30 tys. km²). Powstało po aneksji przez Brytyjczyków ziem zamieszkanych od około XV wieku przez klany mówiące językami z rodziny bantu ludów Sotho-Tswana, zintegrowanych w I połowie XIX wieku w wyniku działalności miejscowego króla, Moshoeshoe I, w jeden naród nazwany Basotho (dosłownie – „południowi Sotho”).

## Historia
W 1843 Morena e Moholo/morena oa Basotho (Wielki Wódz/Król Basotho) Moshoeshoe I zawarł strategiczny sojusz z Brytyjczykami z Kolonii Przylądkowej w obawie przed aneksją jego królestwa przez voortrekkerów - Burów napływających z leżącego na zachód Wolnego Państwa Orania. W późniejszych latach ziemie te były areną nieustających wojen pomiędzy kolonizatorami brytyjskimi, burskimi i rdzennymi ludami Basotho, przechodząc kilkakrotnie z rąk do rąk; m.in. Moshoeshoe I stracił na rzecz Oranii część królestwa Basuto, leżącą na zachód od rzeki Caledon. W rezultacie Moshoeshoe I zwrócił się do królowej brytyjskiej Wiktorii o roztoczenie protektoratu nad jego królestwem, co stało się faktem w 1868. W 1871 Basuto zostało zaanektowane przez Kolonię Przylądkową, ale przez następne lata na terenie kraju trwały zamieszki, które wzmogły się po 1879, kiedy rewoltę wzniecił jeden z przywódców plemiennych – Moorosi – wtedy, gdy część terytorium Basuto przekazana została białej ludności pod osadnictwo, a także po wprowadzeniu zarządzenia, nakazującego przekazanie władzom posiadanej broni palnej. Moorosi wkrótce zginął w jednym ze starć, a kraj pogrążył się w chaosie walk wewnętrznych, także pomiędzy różnymi ugrupowaniami plemiennymi. W partyzanckiej wojnie, trwającej od 1880 do 1881, walczący z wojskami Kolonii Przylądkowej rebelianci otrzymywali broń palną z Oranii. W 1884 kontrolę nad Basuto przejęła ponownie korona brytyjska; kraj ten, ze stosunkowo znacznym zakresem niezależności, pozostawał kolonią brytyjską przez następne osiemdziesiąt lat, kiedy zdecydowano się przyznać jej niepodległość, ogłoszoną 4 października 1966. Nazwa Basuto została zmieniona, obecnie brzmi ona Lesotho.